# Johann Georg Schallenberg
Johann Georg Schallenberg (* 1810 in Zug, Kanton Zug; † 1863 in Bonn, Rheinprovinz) war ein deutsch-schweizerischer Porträtmaler, Lithograf und Fotograf.

## Leben
Nach erster künstlerischer Ausbildung in Zürich studierte Schallenberg an der Königlichen Akademie der Bildenden Künste in München, wo er sich am 10. Juni 1831 im Fach Malerei einschrieb. Zum Schuljahr 1832/1833 wechselte er in die Vorbereitungsklasse der Kunstakademie Düsseldorf, wo er in weiteren Klassen bis 1836 Unterricht nahm, insbesondere bei Karl Ferdinand Sohn. Nach einem Aufenthalt in Rom ließ er sich im Jahr 1841 in Bonn nieder. In den Franziskanern Nr. 1034 eröffnete er am 13. Juli 1845 ein Freiluftatelier. Im Oktober 1847 bezog er ein Atelier in dem zentral gelegenen Gasthof „Zur Post“. Seine Inserate im Bonner Wochenblatt verraten, dass er dort in den Wintermonaten außer als Porträtmaler, Lithograf und Kopist auch als Daguerrotypist arbeitete. Mit seinem 18 Jahre bestehenden Geschäft war er der erste sich längerfristig haltende Fotograf Bonns. Als Porträtmaler schuf er unter anderem ein Bildnis des Geigers und Orchesterleiters Franz Anton Ries, das im Beethoven-Haus erhalten ist.